# Twitch (álbum)
Twitch es el segundo álbum de estudio de la banda estadounidense Ministry, publicado en 1986. El sonido del álbum se alejó del estilo synthpop del anterior disco, With Sympathy, para experimentar con sonidos más oscuros, cercanos al rock industrial.  Al ser publicado por Sire Records, Al Jourgensen tuvo un mayor control creativo y artístico sobre el material que el que le era permitido por Arista/BMG. Twitch fue relanzado en 1990 con dos canciones adicionales.

## Lista de canciones
Todas las canciones escritas y compuestas por Alain Jourgensen. 
| N.º | Título                                                   | Duración |  |
| 1.  | «Just Like You»                                          | 5:03     |  |
| 2.  | «We Believe»                                             | 5:56     |  |
| 3.  | «All Day Remix»                                          | 6:03     |  |
| 4.  | «The Angel»                                              | 6:06     |  |
| 5.  | «Over the Shoulder»                                      | 5:13     |  |
| 6.  | «My Possession»                                          | 5:05     |  |
| 7.  | «Where You at Now? / Crash & Burn / Twitch» (Version II) | 12:15    |  |

## Personal
- Alain Jourgensen – voz, producción
- Keith LeBlanc – percusión
- Brad Hallen – bajo
- Stephen George - percusión